# Dia Internacional de l'Aviació Civil
El Dia Internacional de l'aviació civil se celebra mundialment el 7 de desembre. L'Assemblea General de les Nacions Unides el va proclamar oficialment el 1997. El seu propòsit és generar i enfortir la consciència mundial sobre la importància de l'aviació civil per al desenvolupament social i econòmic dels Estats, així com també promoure el paper de l'Organització d'Aviació Civil Internacional (OACI) en la promoció de la seguretat, l'eficiència i la regularitat del transport aeri internacional. Aquest dia commemora, també, la creació de l'OACI el 1944.
La seva celebració ja havia estat declarada sense rang internacional, el 1992, per l'Assemblea de l'OACI.

## Celebració
El 6 de desembre de 1996 l'Assemblea General de les Nacions Unides, en la Resolució 51/33, va valorar «que el 7 de desembre és l'aniversari de la signatura del Conveni sobre Aviació Civil Internacional, fet a Chicago en aquest mateix dia de l'any 1944. Proclamem el 7 de desembre Dia de l'Aviació Civil Internacional».
| «                                    | 1944-2014 Cooperació per al progrés de l'aviació mundial: Celebració de 70 anys del Conveni de Chicago El 1944, les delegacions de 54 nacions es van reunir al gran saló de ball de l'Hotel Stevens, a Chicago, per invitació dels Estats Units d'Amèrica. En aquella trobada, els participants van concloure i van signar el Conveni sobre Aviació Civil Internacional, també conegut comunament com el «Conveni de Chicago», el decisiu acord internacional que des de llavors ha permès que el sistema d'aviació civil mundial es desenvolupi d'una manera pacífica i en pro de tots els pobles i nacions del món. | » |
| — Organització de les Nacions Unides | |   |

## Temes del Dia de l'Aviació Civil Internacional
| Any  | Tema |
| ---- | --- |
| 2018 | "Treballant units amb l'objectiu que cap país es quedi enrere" en anglès                                                                                                  |
| 2017 | "Treballant units amb l'objectiu que cap país es quedi enrere" en anglès                                                                                                  |
| 2016 | "Treballant units amb l'objectiu que cap país es quedi enrere" en anglès                                                                                                  |
| 2015 | "Treballant units amb l'objectiu que cap país es quedi enrere" en anglès                                                                                                  |
| 2014 | Cooperació per al progrés de l'aviació mundial: Celebració de 70 anys del Conveni de Chicago                                                                              |
| 2013 | "Evolucionant per respondre als desafiaments del transport aeri al segle XXI".                                                                                            |
| 2012 | "L'aviació: la seva connexió fiable amb el món". |
| 2011 | "Assistència i cooperació per a un transport aeri sostenible a escala mundial". en anglès                                                                                 |
| 2010 | "Safe, secure and sustainable aviation for our planet". en anglès |
| 2009 | "65 anys potenciant a la comunitat mundial a través de l'aviació". |
| 2008 | "L'aviació del demà ― un món d'oportunitats per al personal aeronàutic qualificat".                                                                                       |
| 2007 | "El transport aeri mundial ― impulsor del desenvolupament econòmic, social i cultural sostenible".                                                                        |
| 2006 | "La seguretat operacional i la seguretat de l'aviació ― en primer lloc i sempre, la màxima prioritat".                                                                    |
| 2005 | "Cap a una aviació més ecològica-aconseguir la major compatibilitat possible entre el desenvolupament segur i ordenat de l'aviació civil i la qualitat del medi ambient". |
| 2004 | "Cooperació internacional: Solucions per als reptes mundials de l'aviació".                                                                                               |
| 2003 | "L'OACI-60 anys dictant les normes per a l'aviació civil internacional".                                                                                                  |
| 2002 | "Cent anys de vol propulsat, sostingut i controlat". |
| 2001 | "Vol entre Nacions - Diàleg entre pobles". |
| 2000 | "Aplicació dels SARPS de l'OACI - La clau per a la seguretat i l'eficiència de l'aviació".                                                                                |
| 1999 | "La promoció de l'amistat i l'enteniment mundials". |
| 1998 | "Volant amb seguretat cap al segle XXI". |
| 1997 | "Acreixement de la seguretat de vol mitjançant la cooperació a escala mundial".                                                                                           |
| 1996 | "Una aviació civil més segura gràcies als satèl·lits". |
| 1995 | "L'avió en la nostra vida" Molts dels Mexicans encara no tenen una experiència, de viatjar amb avió, a causa que els costos són alts i difícilment es pot accedir.        |
| 1994 | "Cinquantenari de la signatura del Conveni sobre Aviació Civil Internacional a Chicago".                                                                                  |